# 似康吉蛇鰻
似康吉蛇鰻，為輻鰭魚綱鰻鱺目糯鰻亞目蛇鰻科的其中一種，分布於中東太平洋的土木土群島海域，棲息深度可達300公尺，體長可達52.2公分，棲息在底層海域，屬肉食性，生活習性不明。

## 擴展閱讀
維基物種上的相關：似康吉蛇鰻